# Embedder
Unter Embedder („einbetten“) wird in der Studiotechnik ein Gerät verstanden, das einen digitalen Audio-Datenstrom – meistens im AES/EBU Datenformat – in einen digitalen Videodatenstrom (SDI, SDTI) einbettet, so dass die Audiodaten anschließend als Ton zum Bild verfügbar sind.